# Fairyland (groupe)
Pour les articles homonymes, voir Fairyland.
Fairyland  est un groupe de metal symphonique français. Il est formé en 1998, par Willdric Lievin et Philippe Giordana. En 2007, tous les membres, à l'exception de Philippe Giordana, quittent le groupe, ce dernier devenant ainsi un projet solo. En 2015, Fairyland se reforme autour de Philippe Giordana après le retour de Willdric Lievin dans la formation et l'arrivée du chanteur italien Francesco Cavalieri, alors chanteur du groupe de power metal Wind Rose.

## Biographie

### Débuts (1998–2004)
Fairyland est formé en 1998 par Willdric Lievin et Philippe Giordana. Le groupe s'appelait alors Fantasia. Partageant la même passion pour le Metal symphonique, les deux membres fondateurs ont commencé à travailler sur les premiers morceaux du projet. En 1999 sort la première démo, Tribute to Universe. Le style du groupe a ensuite évolué en ajoutant une importante touche de fantastique donnant un caractère épique à leurs compositions. La deuxième démo, Realm of Wonders, sort en 2002. Elle a bénéficié de bonnes critiques dans le milieu du metal. Fairyland rencontre alors plusieurs musiciens, dont le guitariste Anthony Parker qui jouait alors dans le groupe français Heavenly. Ils commencent à travailler sur leur premier album. Ne trouvant pas de label, ils s'autoproduisent.
Of Wars In Osyrhia est enregistré au Wizard Studio de février à novembre 2002. La chanteuse est trouvée au milieu de l'enregistrement, durant l'été 2002. Il s'agissait d'Elisa C. Martin, chanteuse du groupe Dark Moor. Fairyland est repéré par Intromental Management, ce qui leur permet de signer un contrat avec la société française N.T.S. pour la production de l'album. Celui-ci sort effectivement en février 2003, et est appuyé par une tournée en première partie de Sonata Arctica. Willdric Lievin et Elisa C. Martin quittent le groupe en 2004 pour former Hamka. Ils sont remplacés par le guitariste bassiste Thomas Cesario (déjà présent sur les deux premières démos), le batteur Pierre-Emmanuel "Piwee" Desfray et par le chanteur Max Leclercq.

### The Fall of an Empire(2005–2006)
En 2005, le groupe travaille sur un deuxième album, The Fall of an Empire, qui est enregistré au printemps 2006. Après avoir signé au label Napalm Records, le groupe publie à l'automne de la même année sous les labels Avalon Marquee pour le Japon et Napalm Records pour le reste du monde. Une tournée avec Leaves' Eyes et Kamelot fait connaître l'album au public européen à la fin de 2006.
Willdric Lievin et Elisa C. Martin, respectivement ancien bassiste et chanteuse de Fairyland, forment leur propre projet, Hamka, qui sort en 2006 son premier album, Unearth. Le groupe, constitué également de Hugues Lefèbvre à la basse, Yann Mourad à la guitare et Damien Rainaud à la batterie, se sépare fin 2006. Willdric Lievin produit en 2006 l'album The Ereyn Chronicles - Part I du groupe de Metal progressif Anthropia, sous le label Magna Carta.

### Score to a New Beginning(2007–2009)
En janvier 2007, le groupe est annoncé pour Noisegate Festival en Allemagne, tout en travaillant en parallèle sur un nouvel album studio. En juillet 2007, tous les membres du groupe à l'exception de Philippe Giordana décident de quitter la formation pour créer leur propre projet. Philippe Giordana étant le seul compositeur de Fairyland, il décide de continuer le groupe sous la forme d'un projet solo. Le troisième album, Score to a New Beginning, est sorti le 30 avril 2009 et inclut de nombreux invités de la scène Metal internationale, dont Marco Sandron (Pathosray) au chant principal.

### Retour (2015-2021)
En 2015, Fairyland se reforme autour de Philippe Giordana après le retour de Willdric Lievin dans la formation et l'arrivée du chanteur italien Francesco Cavalieri, alors chanteur du groupe de power metal Wind Rose. Le guitariste du groupe français Kerion, Sylvain Cohen, et le batteur JB Pol se joignent également à la nouvelle formation. Cette année là, le groupe continue de travailler sur un futur album, le premier depuis Score to a New Beginning, sorti dix ans plus tôt.
Le 22 Mai 2020, en pleine pandémie du coronavirus Covid-19, Fairyland dévoile son nouvel album "Osyrhianta", distribué par le label Allemand Massacre Records. Celui-ci est proposé en copies physiques et sur de multiples plateformes numériques.
À l'automne 2020, le groupe travaille sur un réenregistrement complet de l'album The Fall of an Empire, avec Elisa C. Martin au chant principal. Un nouvel album est également à l'étude.

### Disparition et suite du groupe (2022)
Le 25 octobre 2022, sur la page officielle Facebook du groupe, Willdric Lievin annonce le décès de Philippe Giordana des suites de sa maladie connue depuis plus de dix ans.
Willdric déclare qu'il continue l'aventure avec Fairyland en recherchant un nouveau chanteur, pour la réalisation d'un cinquième album. La partie orchestration est alors confiée à "Peter Crowley's Fantasy Dream". Le chanteur anglais Archie Caine est également recruté.
Le 17 mai 2024, Gideon Ricardo, du projet opéra metal néerlandais Woods Of Wonders, est annoncé comme nouveau claviériste de Fairyland. Le 22 août, le guitariste du groupe de folk metal belge Aktarum Brieuc De Groof rejoint officiellement Fairyland et le 30 septembre, JP Pol, qui a joué sur l'album Osyrhianta, réintègre le groupe. 

## Membres

### Membres actuels
- Willdric Lievin - basse
- Archie Caine - chant
- Gideon Ricardo - clavier
- Brieuc De Groof - guitare
- JB Pol - batterie

### Anciens membres
- Philippe Giordana - clavier
- Elisa C. Martin - chant
- Pierre-Emmanuel Desfray - batterie
- Maxime Leclercq - chant
- Anthony Parker - guitare
- Thomas Cesario - guitare, basse
- Francesco Cavalieri - chant
- Sylvain Cohen - guitare

## Discographie
- 1999 : Tribute to Universe (démo)
- 2000 : Realm of Wonders (démo)
- 2003 : Of Wars In Osyrhia
- 2006 : The Fall Of An Empire
- 2009 : Score To A New Beginning
- 2020 : Osyrhianta
- 2025 : The story Remains